# María Jesús Álvarez Moro
María Jesús Álvarez Moro (León, con 87 años de edad, hoy, en 2025) es una locutora de radio española que ha trabajado 45 años en Radio Nacional de España. Y su voz suena por megafonía en las estaciones del Metro de Madrid.

## Trayectoria
Descartó estudiar Derecho, porque en esa época en España no ofrecía salidas para las mujeres y optó por la radio en la que 1958 empezó como locutora de la emisora La Voz de León, donde trabajó con Luis del Olmo y Paco Umbral.
En enero de 1961 se fue a Madrid, donde trabajó en Radio Juventud, Radio Intercontinental (con Miguel de Los Santos),  La voz de Madrid y finalmente en Radio Nacional de España (RNE), donde ejerció 45 años, hasta su jubilación.
Versátil, en la radio pública desarrolló diversos géneros como locutora, en seriales como Primavera sombría (1961), magazines, como Domingo (1973) o Directo, directo (1981-1985), dirigido Alejo García y Julio César Iglesias, donde daba las noticias. También puso voz el espacio musical Los favoritos de Radio 1 (1987).
Fue elegida para sonorizar el metro de Madrid, informando de las estaciones por la megafonía. También ha puesto voz a trenes de cercanías, trenes Talgo y documentales de National Geographic.
En 2002 denunció al músico Manu Chao por usar, sin permiso, su voz en el metro en su disco Próxima estación: Esperanza. El mismo título del álbum, reproduce una frase de María Jesús mencionando una de las estaciones del metro de la capital, "Esperanza". También demandó por vulnerar su propiedad intelectual a la productora y la distribuidora del disco. Antes del juicio, llegaron a un acuerdo económico en 2007 si el artista se disculpaba públicamente, como así lo hizo..
Un ERE, Expediente de Regulación de Empleo, la obligó a jubilarse de RNE, pero del metro de Madrid, donde sigue siendo su voz cada vez que hay una ampliación de la red. Así en 2025 , con 87 años, volvió a grabar el anuncio de una nueva estación 'El Casar', de la Línea 3.